# Судебник 1468
Судебник великого князя Казимира, Статут Казимира або Судебник 1468 — збірник норм права 15 ст., складений за великого князя литовського, пана та дідича Русі Казимира IV Ягеллончика.
В оригіналі мав загальноприйняту для тогочасних правових пам'яток назву «Лист». Інша назва — «Судебник» (так називалися підручники права, якими користувалися в судах під час розгляду кримінальних і цивільних справ). Дату видання судебника (29.2.1468) встановив протоієрей І. Григорович.
Авторів або автора Судебника не встановлено; можна вважати, що його уклали правники великокняжої канцелярії, скерували на розгляд і прийняття Ради панів і великого князя Казимира Ягайловича, а затвердили на сеймі 29 лютого 1468 р. у Вільні.
Діяв у Великому князівстві Литовському, Руському та Жемайтійському, а отже — на більшості українських земель, що входили тоді до складу Литовсько-Руської держави, в Аукштайтії, Білій та Чорній Русі. Складався зі вступу і 28 артикулів (статей) (на думку деяких науковців — 25), в яких визначалася система судів, їхня компетенція, а також містилися норми цивільного, кримінального і процесуального права.
Рукописний текст Судебника взагалі не був поділений на артикули, проте М. Владимирський-Буданов у «Хрестоматии по истории русского права» поділив його текст на 25 артикулів. Оригінал не зберігся, є лише його списки кінця XV—XVI ст.
Судебник 1468 встановлював порядок захисту маєткових прав, визначав порядок досудового провадження і судового розгляду кримінальних та земельних справ, окреслював види покарань. Щодо прав української шляхти, то Лист продовжив справу Віленського привілею, який урівнював католицьку та православну шляхту, й надавав їм рівні права.
Згідно з «Листом» кримінальна відповідальність наставала з досягненням 7-річного віку. Члени родини, що знали про злочин родича, відповідали своїм майном за його дії. Діти до семи років не несли ніякої відповідальності, навіть, якщо знали про злочин.
Судебник зрівнював представників усіх суспільних верств перед законом у кримінальних справах. Так пан ніс відповідальність на рівні з усімами, якщо злочин відбувся з його відома або він сам брав участь у ньому і все це було доведено.
У ст. 2-8 йдеться про крадіжку і співучасть, у ст. 13-19 — про покарання за крадіжку відповідно до розмірів і обтяжуючих обставин. Ст. 9-10 визначають компетенцію державного суду над княжими селянами, а ст. 11-12 — компетенцію державних судів над панськими селянами у випадку, коли пани не виконують своїх обов'язків як судді.
Судебник 1468 розрізняв 3 види крадіжок:
- дрібні крадіжки (вартість вкраденого менше 1/2 рубля),
- середні — більше вартості 1/2 коня,
- великі крадіжки — вартість вкраденого становить вартість одного коня.

У ст. 20-22 визначався порядок розгляду земельних суперечок землевласників-феодалів і їхня відповідальність за наїзди і поруби. Ст. 23-25 стосувалися відповідальності за інші, крім крадіжки, правопорушення.
За дрібну крадіжку, вчинену вперше, застосовувалось покарання у формі штрафу, за середню та велику — смертна кара через повішання. Крім крадіжки, С. називає такі види злочинів, як розбій, грабунок (ст. 22), чаклунство (ст. 19). Слідчі дії проводив сам потерпілий (т. зв. «право сліду»). Злочини, пов'язані з самовільною порубкою лісу, розбої, грабунки були підвідомчі королю. Провадити слідство міг воєвода (мав право застосовувати до підозрюваних запобіжний захід — утримання у в'язниці). Ст. 19 допускає застосування тортур щодо осіб звинувачених у крадіжці та чаклунстві. С. містить таке поняття, як співучасть. Співучасниками найчастіше виступали близькі родичі — дружина, діти. Співучасники несли солідарну відповідальність. Вищою судовою інстанцією у всіх справах був король. Основні види покарань — смертна кара через повішання або спалення, штраф. Екзекуцію проводив суддя (тіун, воєвода) або потерпілий чи його близькі.